# Dundgovi (tỉnh)
Dundgovi (tiếng Mông Cổ: Дундговь, Trung Gobi) là một trong 21 aimag (tỉnh) của Mông Cổ. Tỉnh nằm ở phía nam của đất nước, cách Ulaanbaatar xấp xỉ 245 kilômét (152 mi) về phía nam. Thủ phủ của tỉnh là Mandalgovi.

## Khí hậu
Dundgobi có các thảo nguyên bán khô hạn trải dài và những ngọn đồi núi thấp. Nhiệt độ vào mùa hè có thể lên tới 32 °C (90 °F), trong khi vào mùa đông, nhiệt độ có thể xuống tới - 30 °C (- 22 °F). Lượng mưa khan hiếm, và độ ẩm trong không khí thấp. Các vấn đề thời tiết bất thường bao gồm bão cát mùa xuân và tuyết rơi quá nhiều vào mùa đông khiến cho gia súc bị chết.

## Giao thông
Hiện không có phương tiện hàng không thương mại nào trên địa bàn tỉnh Dundgovi. Các phương tiện giao thông gồm có xe khách nhưng nhiều sum nông thôn  không có đường giao thông. Hầu hết du khách di chuyển bằng mikrs (một loại xe khách nhỏ) hay bằng xe jeep của tư nhân. Nhiều cư dân trong tỉnh cũng sở hữu xe máy cá nhân.

## Kinh tế
Lĩnh vực kinh tế chính của tỉnh là chăn nuôi gia súc và các sản phẩm chăn nuôi khác như lông. Tỉnh Dundgobi được người Mông Cổ chú ý tới vì có nơi đây có món kumis được làm từ sữa ngựa, một đồ uống truyền thống của người Mông Cổ.

## Hành chính
| Sum           | Tiếng Mông Cổ | Dân số (1994) | Dân số (2005) | Dân số (2007) | Diện tích (km²) | Mật độ (/km²) | Dân số trung tâm Sum (2007) |
| ------------- | ------------- | ------------- | ------------- | ------------- | --------------- | ------------- | --------------------------- |
| Adaatsag      | Адаацаг       | 2.772         | 3.202         | 3.238         | 3.309           | 0,98          | 506                         |
| Bayanjargalan | Баянжаргалан  | 1.543         | 1.213         | 1.305         | 3.189           | 0,41          | 462                         |
| Delgerkhangai | Дэлгэрхангай  | 2.721         | 2.506         | 2.530         | 6.209           | 0,41          | 802                         |
| Delgertsogt   | Дэлгэрцогт    | 2.585         | 2.251         | 2.099         | 2.492           | 0,84          | 587                         |
| Deren         | Дэрэн         | 2.330         | 2.492         | 2.408         | 3.624           | 0,66          | 502                         |
| Erdenedalai   | Эрдэнэдалай   | 6.603         | 6.712         | 6.677         | 7.351           | 0,91          | 2.058                       |
| Govi-Ugtaal   | Говь-Угтаал   | 1.748         | 1.681         | 1.714         | 2.707           | 0,63          | 1.022                       |
| Gurvansaikhan | Гурвансайхан  | 2.407         | 2.726         | 2.578         | 5.416           | 0,48          | 491                         |
| Khuld         | Хулд          | 2.478         | 2.551         | 2.458         | 6.070           | 0,40          | 366                         |
| Luus          | Луус          | 2.037         | 2.050         | 2.106         | 3.161           | 0,67          | 512                         |
| Ölziit        | Өлзийт        | 2.818         | 2.800         | 2.690         | 15.421          | 0,17          | 483                         |
| Öndörshil     | Өндөршил      | 1.439         | 1.625         | 1.616         | 4.852           | 0,33          | 652                         |
| Saikhan-Ovoo  | Сайхан-Овоо   | 2.698         | 2.692         | 2.551         | 4.055           | 0,63          | 598                         |
| Saintsagaan   | Сайнцагаан    | 14.990        | 14.090        | 13.703        | 3.406           | 4,02          | 10.299 *                    |
| Tsagaandelger | Цагаандэлгэр  | 1.713         | 1.323         | 1.319         | 3.428           | 0,38          | 414                         |

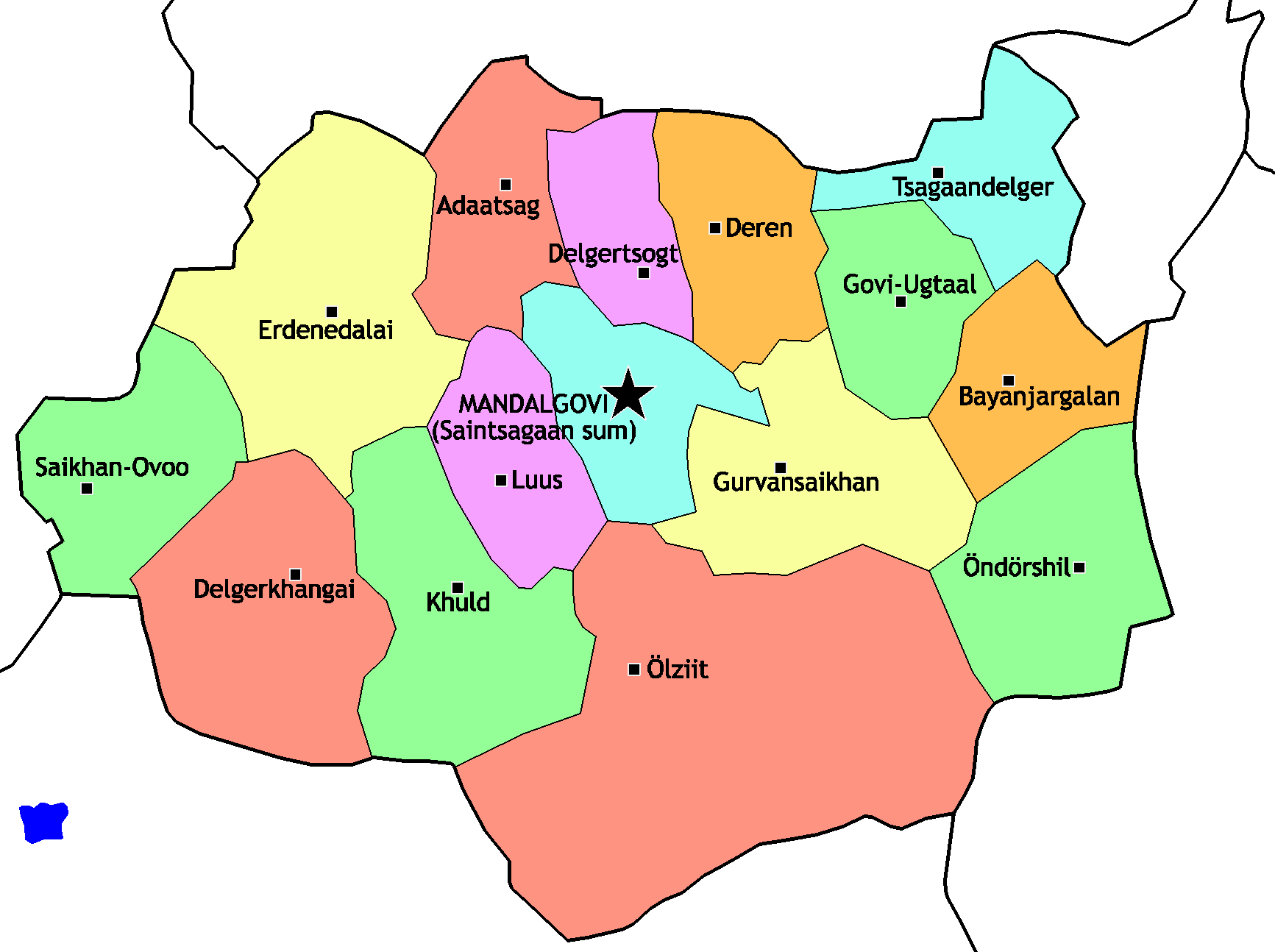
Các Sum của Dundgovi

* Trung tâm sum là tỉnh lị is Mandalgovi (tiếng Mông Cổ: Мандалговь)